# Venda porta a porta

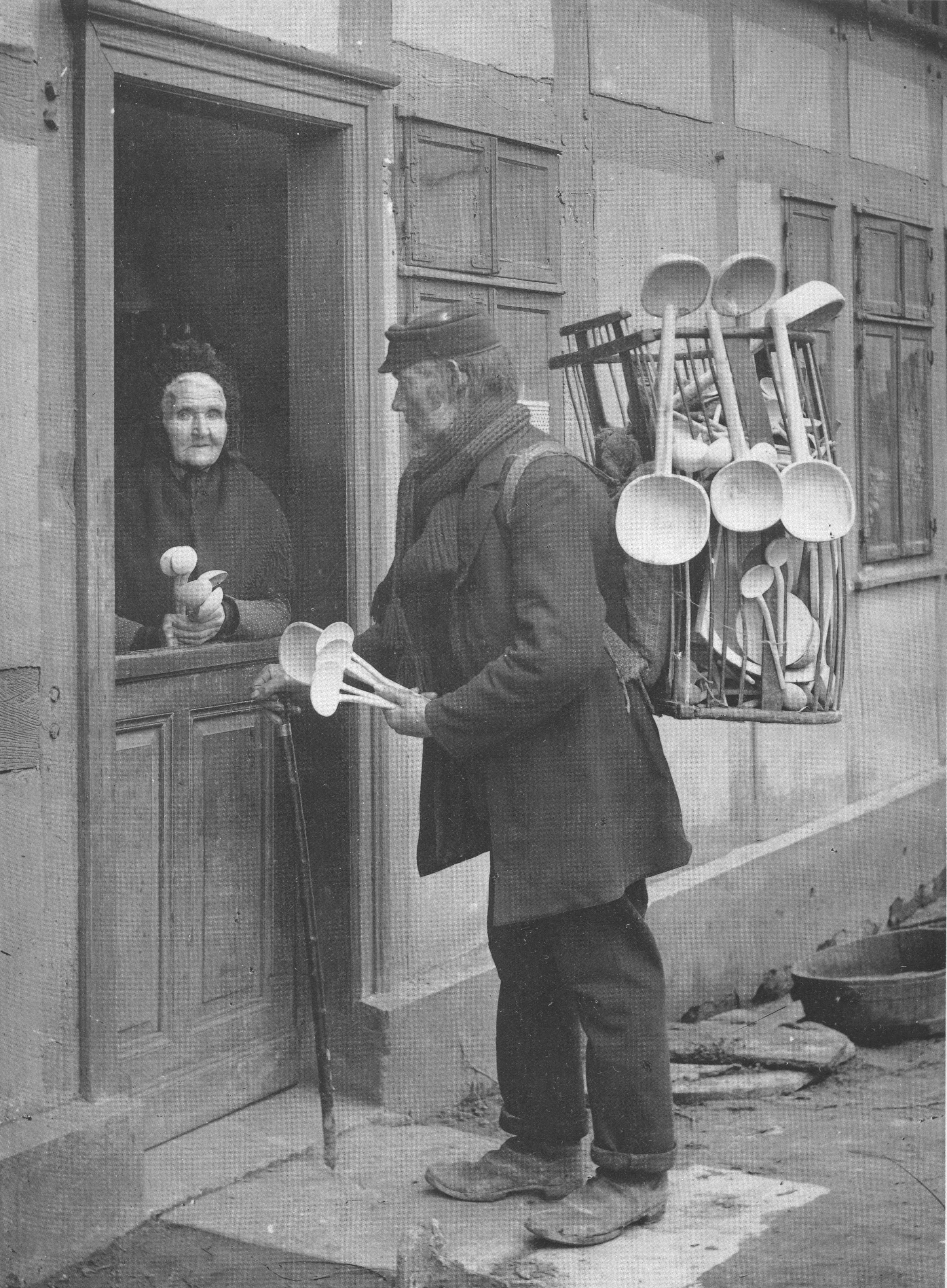
Venda porta a porta 1905

A venda porta a porta consiste em efetuar visitas aos possíveis compradores objetivando a oferta de produto ou serviço.
Esta sistemática de vendas está intimamente ligada a alguns produtos, como consórcio, planos de saúde, seja físico ou bucal, como também a outros dentro do segmento de vendas externas.
Para o desenvolvimento desta atividade, é fundamental um bom planejamento do dia de trabalho. O planejamento deve começar no dia anterior; deve-se ter bem claro o perfil de prospects que pretende buscar. Sabendo os hábitos de consumo do seu prospect você saberá exatamente onde encontrá-lo e o que fazer para atrair a sua atenção quanto ao produto que vende. E é fundamental identificar se o seu produto é passível de consumo pelo prospect, caso não, amplie o segmento que pretende atingir.

## Modelo
Os produtos ou serviços vendidos de porta em porta geralmente estão em um dos sete setores: cabo, telecomunicações, solar, energia, segurança, paisagismo e construção. There are also many multi-level marketing products sold door-to-door. O maior subconjunto desses itens seria o de produtos / serviços de melhoramento da casa, onde os itens vendidos poderiam ser telhados novos ou reparados, novas janelas de reposição e pedras decorativas.
A partir de 2008, o modelo de negócios de muitas empresas que participam desse tipo de marketing direto mudou com o crescimento da era da informação. Os produtos vendidos de porta em porta são agora mais propensos a serem mais sutis por natureza: como folhas de cupom para eventos ou negócios locais, ingressos para equipes esportivas profissionais locais (ambas são conhecidos no setor como "Vendas de certificados [ou certificados]" ou assinaturas de serviços domésticos  serviços de televisão ou  internet em banda larga. Telecomunicações empresas como  Verizon Communications ( FiOS), Comcast (cabo  televisão e  internet) e AT&T (U-verse ) todos os contratos com várias empresas de marketing para realização nacional de vendas em nível residencial.Enquanto a prática do vendedor carregando uma sacola de mercadorias no ombro para vender ao público diminuiu com os avanços feitos na tecnologia e na venda pela Internet, houve um ressurgimento vendas de porta em porta nos últimos anos, especialmente nas indústrias de energia e solar.